# Cubla
Cubla  es un municipio y localidad española de la provincia de Teruel, en la comunidad autónoma de Aragón. El término municipal, ubicado en la comarca de la Comunidad de Teruel, tiene una población de 58 habitantes (INE 2024).

## Geografía
Está enclavado en las faldas de la sierra de Javalambre, a 1177 m de altitud. Cubla posee un gran patrimonio natural debido a su localización entre montañas como la Piedra del Picarzuelo, numerosas fuentes, extensos campos de secano dedicados al cereal, pinares y los sabinares del Puerto Escandón. La estación de esquí Aramón Javalambre se encuentra en las proximidades del municipio.

## Historia
Propiedad de la tierra: Siempre de realengo, por pertenecer a la comunidad aragonesa. Estuvo encuadrada en la comunidad de aldeas de Teruel el la Sesma del Campo de Sarrión, hasta la división provincial de 1833.
Hacia mediados del siglo XIX, el lugar tenía contabilizada una población de 304 habitantes. Aparece descrito en el séptimo volumen del Diccionario geográfico-estadístico-histórico de España y sus posesiones de Ultramar de Pascual Madoz de la siguiente manera:

CUBLA: l. con ayunt. en la prov., part. jud., adm. de rent. y dióc. de Teruel (3 leg), aud. terr. y c. g. de Zaragoza (32): sit. en una colina dominada por otra llamada San Cristoval en que se llalla la ermita de su nombre; combátenle los vientos N., E. y S. que constituyen un clima frio pero sano. Tiene 81 casas, consistorial, y cárcel; escuela de primera educacion concurrida por 20 alumnos y dotada con 1,100 rs. é igl. parr. (San Lamberto.) En los confines de la pobl. se encuentran las 4 capillas, de Loreto, La Concepcion, San Cristoval y Sto. Domingo. Confina el térm. con el de Alduela (1); E. La Puebla de Valverde (2); S. Vallacroche (1/2), y O. Villel (1/2). El terr. es secano la mayor parte, arcilloso y medianamente productivo: existen en él tres montes de los que salen tres fuentes, cuyas aguas riegan algunas huertas. Sus caminos dirijen de pueblo á pueblo: el correo se recibe de la cap. por propio. prod.: trigo y centeno; cria de ganado lanar, cabrio y vacuno; caza de conejos y perdices. pobl.: 76 vec. 304 alm. cap. imp.: 48,246 rs. el presupuesto municipal asciende á 1,200 rs. que se cubre por reparto vecinal.
(Madoz, 1847, p. 200)

## Demografía
Cubla cuenta con una población de 58 habitantes (INE 2024).
| Gráfica de evolución demográfica de Cubla entre 1842 y 2021                                                         |
| |
| Población de derecho según los censos de población del INE Población de hecho según los censos de población del INE |

## Administración y política
| Período   | Alcalde                    | Partido |  |
| --------- | -------------------------- | ------- |  |
| 1979-1983 | Demetrio Ballestero Blasco | UCD     |  |
| 1983-1987 |                            |         |  |
| 1987-1991 |                            |         |  |
| 1991-1995 |                            |         |  |
| 1995-1999 |                            |         |  |
| 1999-2003 | Santiago Esteban Esteban   | PAR     |  |
| 2003-2007 | Santiago Esteban Esteban   | PAR     |  |
| 2007-2011 | Santiago Esteban Esteban   | PAR     |  |
| 2011-2015 | Ángeles Gómez Navarro      | PP      |  |
| 2015-2019 | Ángeles Gómez Navarro      | PP      |  |
| 2019-2023 | Santiago Esteban Esteban   | PAR     |  |

| Partido político    | Partido político                                   | 2003   | 2007   | 2011   | 2015   |
| Partido político    | Partido político                                   | Ediles | Ediles | Ediles | Ediles |
|                     | Partido Popular de Aragón (PP)                     | —      | —      | 2      | 2      |
|                     | Partido Aragonés (PAR)                             | 1      | 1      | 1      | 1      |
|                     | Partido de los Socialistas de Aragón (PSOE-Aragón) | —      | —      | —      | —      |
| Total de concejales | Total de concejales                                | 1      | 1      | 3      | 3      |

## Patrimonio
En esta localidad pueden encontrarse construcciones típicas del siglo XVI como la iglesia de Nuestra Señora de la Asunción, declarada bien de interés cultural. También hay presencia de casas señoriales situadas en la plaza José María Regal. Otras construcciones a destacar son el lavadero que data del siglo XIX, la ermita de la Purísima Concepción, la ermita de San Cristóbal, la ermita de Santo Domingo del siglo XV y la ermita de Nuestra Señora del Loreto del siglo XVII. Los habitantes de este municipio realizaron una popular rima en honor a las ermitas: “Santo Domingo en el alto, San Cristóbal en un puntal, la Purísima en la cuesta y Loreto en la Canal”.